# Antonio Francesco Gori

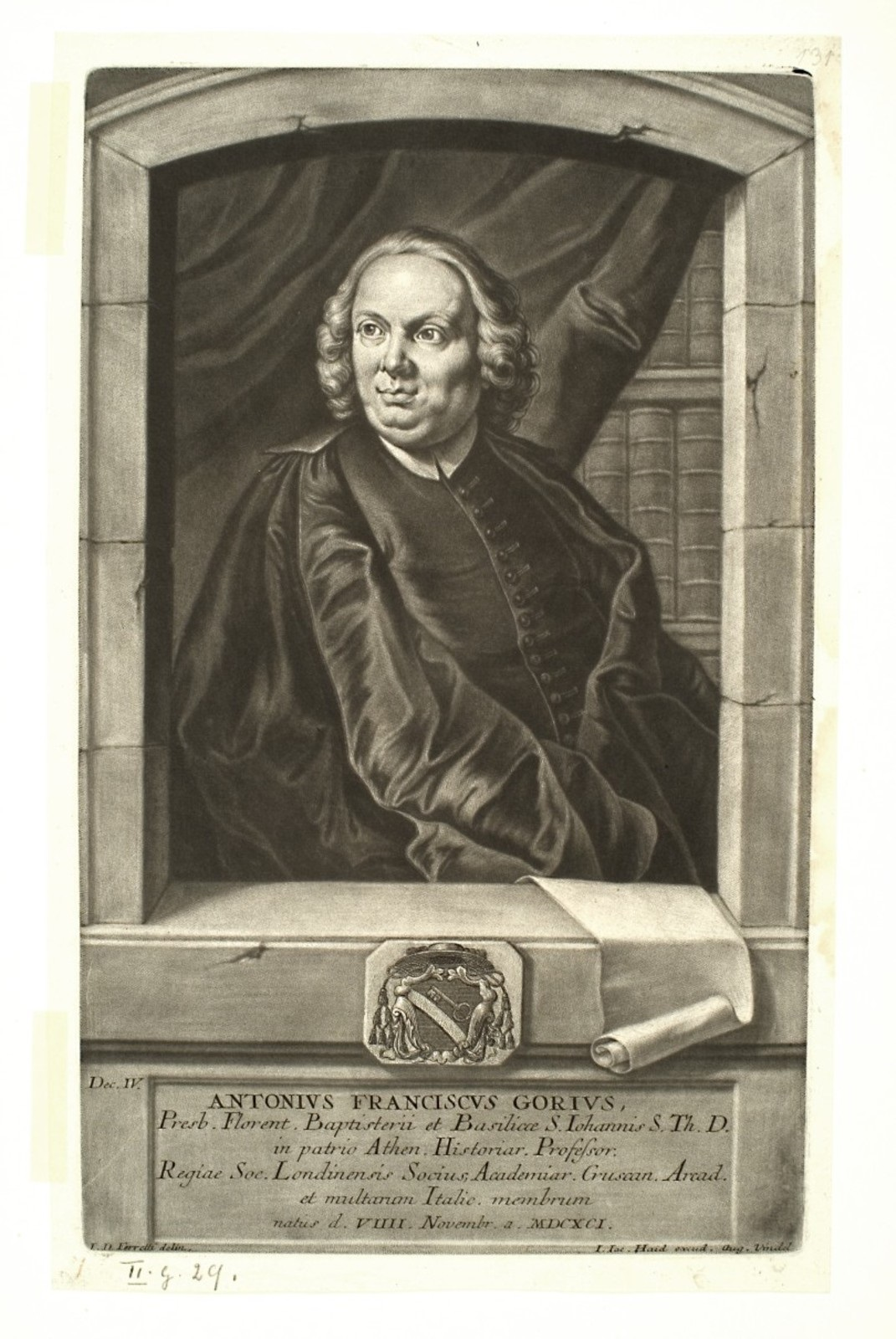
Antonio Francesco Gori

Antonio Francesco Gori, op zijn titelpagina's vermeld als Franciscus Gorius (Florence, 9 december 1691 - Florence, 20 januari 1757), was een antiquair uit Florence.
Op achtjarige leeftijd was hij clericus (minoriet), vanaf zijn vijfentwintigste jaar priester en op 16 november 1746 werd hij benoemd tot provoost van het Baptisterium San Giovanni in Florence, een benoeming die hij behield tot aan zijn dood. Gori was hoogleraar aan de universiteit. Vanaf 1726 verschenen talloze publicaties onder zijn naam over Romeinse beeldhouwkunst en oudheden. Ze zijn onderdeel van het repertorium waarop de 18e-eeuwse wetenschap en de artistieke beweging van het neoclassicisme was gebaseerd. In 1735 was Gori een van de oprichters van een kring van antiquairs en kunstkenners in Florence die de Società Colombaria, werden genoemd. Zij waren de voorgangers van de Academia Toscana di Scienze e Lettere la Colombaria, een academie ter bevordering van "niet alleen de Toscaanse poëzie en welsprekendheid van slechts een enkele faculteit, maar van bijna alle uitzonderlijke en nuttige zaken van de menselijke kennis. Kortom van wat de Grieken een encyclopedie noemden."

## Vroege carrière
Een studiegenoot van Gori was Anton Maria Salvini (1653-1729). Gori werd geïnspireerd door de studie etruscologie van Filippo Buonarotti (1661-1733). Dankzij hen kon hij de beroemde Florentijnse bibliotheken bezoeken en de schatten uit de collecties van privé musea van de Toscaanse aristocratie diepgaand bestuderen. In 1726 deed hij een belangrijke ontdekking op de Via Appia nabij Rome. Het was het columbarium van liberti uit de huishouding van Livia Drusilla, echtgenote van Keizer Augustus. Gori publiceerde een jaar later, met noten van Salvini, een handzaam folio met 21 gravures onder de titel Monumentum sive columbarium libertorum et servorum Liviae Augustae et Caesarum, Romae detectum in Via Appia, anno MDCCXXVI (Florence, 1727). Alle afbeeldingen in het boek waren opgedragen aan een invloedrijke mecenas of een kenner van oudheden, waaronder de Engelse koopman-bankier Joseph Smith uit Venetië, die, hoewel nog geen Brits consul, al een veelbelovend collectioneur en kunstverzamelaar was, en sir Thomas Dereham (ca.1678-1738), een Britse vrijgezel die was opgeleid aan het hof van Cosimo III de' Medici. Inscriptiones graecae et latinae was een andere publicatie van Gori uit 1727.
Overtuigd van de kwaliteit van zijn publicatie van het jaar ervoor, gaf Alamanno Salviati opdracht aan Gori om voor een eigen uitgave een tekst te schrijven over de kapel van Sint Antoninus van Florence (Antonio Pierozzi) in de kerk van San Marco, ten bate van Salviati´s patronage en hun beider publieke imago. Het voorwoord werd ondertekend door Salviati.

## Museum Florentinum

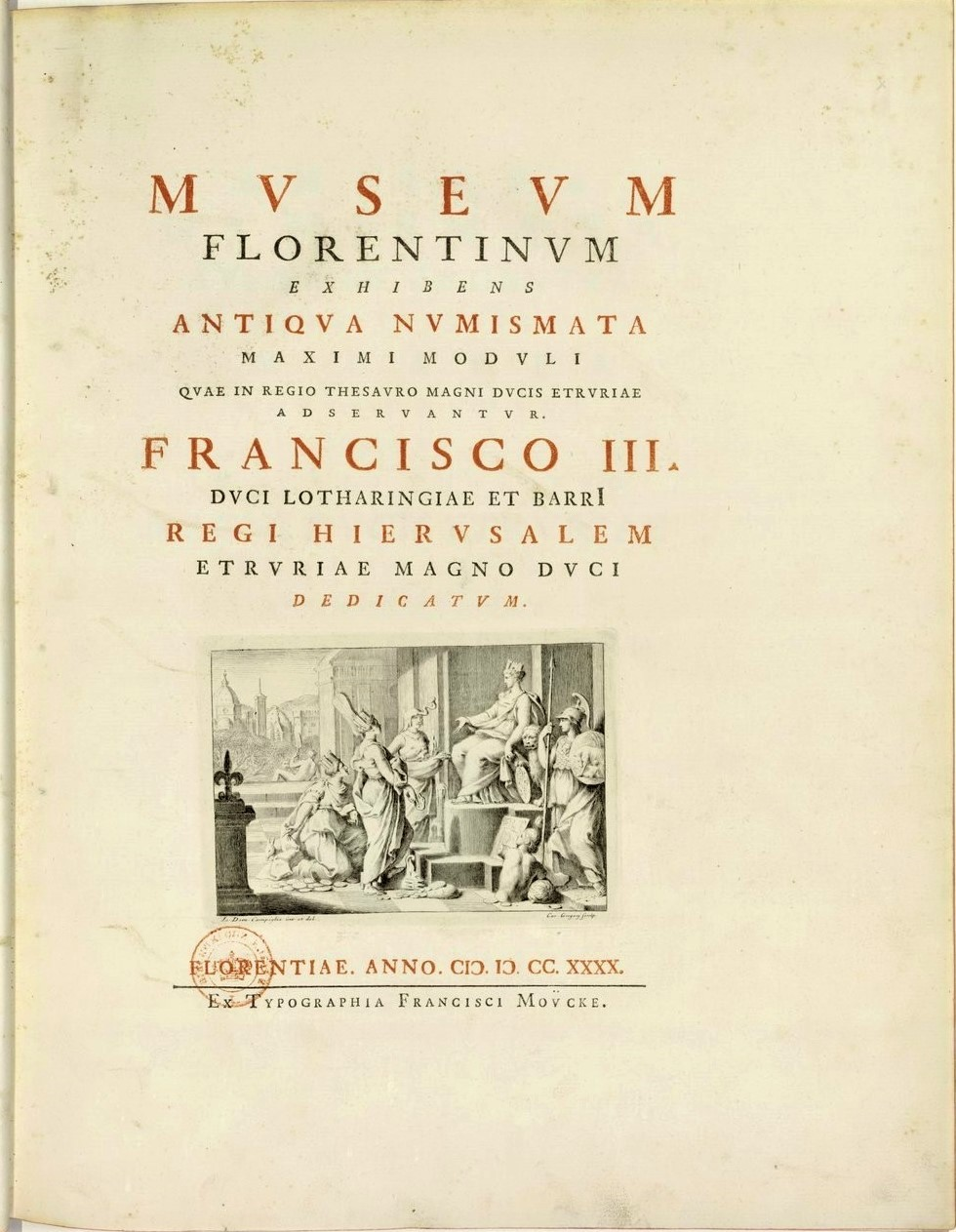
Titelpagina van volume IV uit de serie Museo Florentinum, verzorgd door Antonio Francesco Gori, Florence, 1742

Gori kreeg Europese bekendheid begin jaren dertig van de 18e eeuw met Museum Florentinum, een omvattende beeldcollectie van de familie De' Medici en andere Florentijnse collecties van oudheden van allerlei soort. Het project omvatte twaalf folianten die werden gepubliceerd in 1731-1766. Gori stelde kunstenaars aan zoals Giovanni Domenico Campiglia, Giovanni Domenico Ferretti en Antonio Pazzi, die kopieën maakten van beroemde werken, waarvan Gori de gravures en publicatie verzorgde. Het eerste volume, in twee delen, Gemmae antiquae ex Thesauro Mediceo et privatorum dactyliothecis florentiae ... Imagines virorum illustrium et deorum beschreef antieke cameeën en portretten met 200 illustraties. Het tweede volume, Statuae antiquae deorum et virorum illustrium (1734) ging over Romeinse beelden en monumenten, met 100 illustraties, en was opgedragen aan Gian Gastone de' Medici, groothertog van Toscane, de laatste van de groothertogen van de Medici's, wiens collectie het meest was vertegenwoordigd in de publicatie. Het derde volume in drie delen, Antiqua numismata aurea et argentea praestantiora et aerea maximi moduli uit 1740 [I en II] en 1742 [III], met 121 afbeeldingen. Een vierde volume, Serie di ritratti degle eccellenti pittori bestaat uit vijftig portretten van bekende kunstenaars, architecten, beeldhouwers en graveurs. In Museum Florentinum werd voor het eerst veel van de beeldhouwwerken en oudheden in de Medici-collecties beschreven.

## Andere publicaties

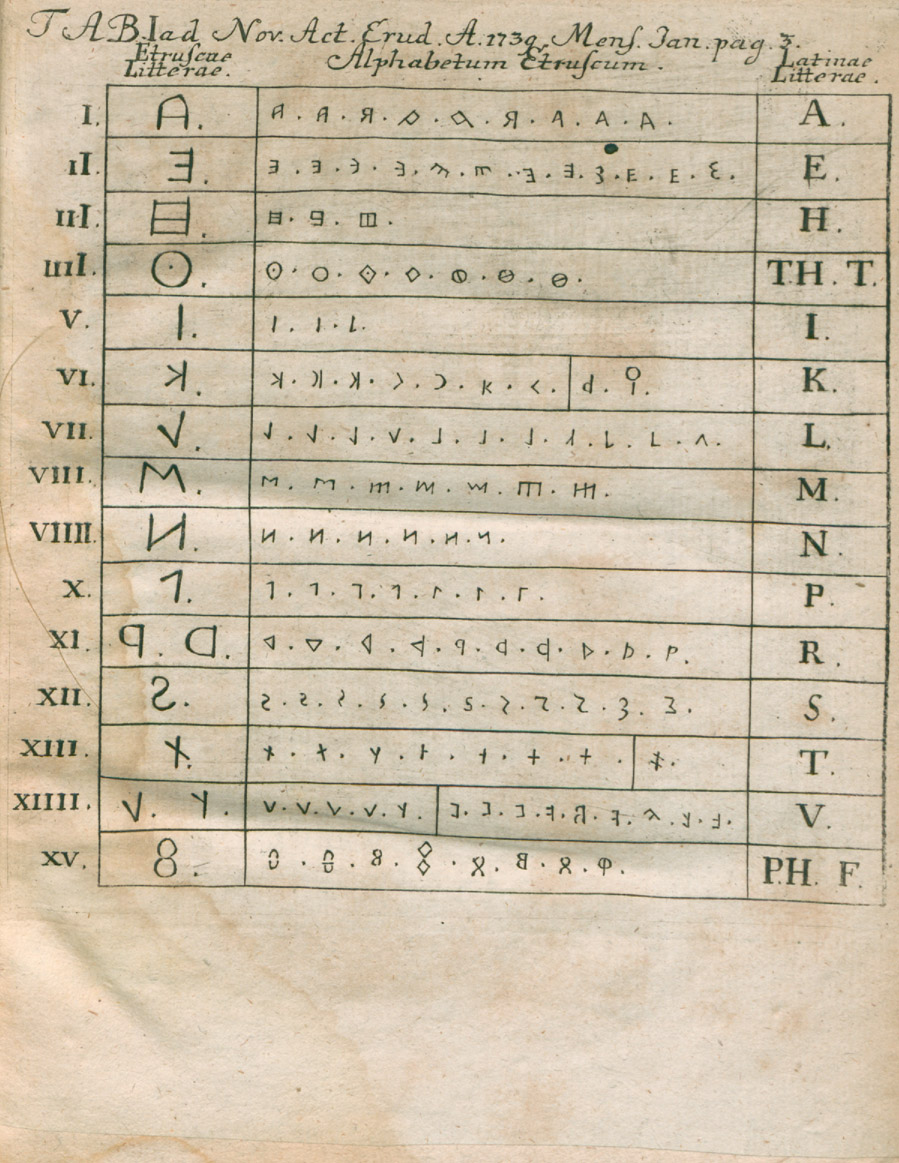
Illustratie uit het Acta Eruditorum (1739) met het Etruskisch alfabet en een review van Museum Etruscum

Gori schreef ook over oude inscripties die zijn gevonden in Etrurië, in Museum Etruscum, dat in drie delen werd gepubliceerd tussen 1730 en 1743. Ze maken onderdeel uit van de incunabelen over etruscologie en wekte de afgunst op van zijn rivaal Francesco Scipione Maffei (1675-1755). De twee gaven daar in gedrukte vorm uiting aan.
Ook was Gori een autoriteit op het gebied van Griekse vazen, die in Etrurië in dermate grote aantallen werden gevonden dat werd aangenomen dat ze Etruskisch waren: " Uit de bewaard gebleven correspondentie tussen A.F. Gori en Corazzi (Florence, Bibliotheca Marucelliana) is het volgende citaat: "Verder blijkt dat hij zeer beducht was voor kopieën en vervalsingen "roba non legittima e rifatta" (Marjan C. Galestin, 1990, Tijdschrift voor Mediterrane Archeologie, 3de jaargang nr.2, pag. 23).
Gori redigeerde Giovanni Battista Doni's verzamelde transcripties van oude inscripties (1731) en schreef over ivoren diptieken uit de late oudheid en het Byzantijnse rijk. In zijn Museum cortonense (Rome, 1750) in samenwerking met Ridolfino Venuti uit Cortona en Francesco Valesi uit Rome, geeft hij een beschrijving van oudheden uit academische en adellijke collecties van Cortona.
Gori catalogiseerde de collectie van gems (gesneden stenen) die waren verzameld door de Venetiaanse kunsthandelaar en kunstkenner Antonio Maria Zanetti (1698-1767). Aan het einde van zijn carrière stelde Gori een catalogus samen van de gegraveerde en gesneden stenen en cameeën uit de collectie van Consul Smith uit Venetië, waarbij hij niet alleen een zorgvuldige beschrijving, geïllustreerd met 100 gravures, maar ook een gedetailleerde geschiedenis van de kunst van het graveren van gems schreef. Hierbij concentreerde hij zich op de iconografie van de onderwerpen zonder deze toe te schrijven aan een periode. Nadat George III veel van de gems had aangekocht, werd het werk overdadig gedrukt door J.B. Pasquali in Venetië, als Dactyliotheca Smithiana (1767).
Tot andere belangrijke werken van Gori behoren de eerste, veel gelezen, gepubliceerde beschrijving van de eerste vondsten in Herculaneum (1748) en Symbolae litterariae (Florence en Rome, 1748-1751). In 1751 publiceerde Gori Satire of Satires van Jacopo Soldani.
Anderen herinneren zich Gori vanwege de vinger van Galileo Galilei, vermoedelijk gestolen door Gori uit de graftombe van de Santa Croce tijdens een herbegraving op 12 maart 1737. De vinger werd bewaard in een fles in de Bibliotheca Medicea in San Lorenzo en aldaar tentoongesteld aan bezoekers. De vinger is anno 2022 te bezichtigen in het Galileomuseum in Florence.
Antonio Francesco Gori werd begraven in de kerk van San Marco in Florence.